# Villa Mazzanti
La Villa Mazzanti est une villa de Rome située sur le versant est du Monte Mario, dans le quartier Della Vittoria, au sein de la réserve naturelle du Monte Mario.

## Histoire
La villa a été construite dans la seconde moitié du XIXe siècle à l'initiative de Luigi Mazzanti, entrepreneur en construction, sur un terrain appartenant à la famille Barberini.
En 1967, elle devient la propriété de la municipalité de Rome et après une restauration réalisée par le Consortium des Parcs de Rome entre 1990 et 1994, est ouverte au public. En 1998, elle devient le siège de la nouvelle organisation régionale RomaNatura.

## Description
La villa s'étend sur environ 5 000 m2 sur le versant oriental du Monte Mario, surplombant le Tibre. Elle dispose de deux accès. La partie inférieure de la villa abrite une aire de jeux et fait office de parc urbain tandis que la partie supérieure, où se trouve le casino nobile, abrite le siège de l'organisme RomaNatura.
D’un point de vue architectural, l'édifice est de style éclectique, et mêle des éléments de l’architecture de la Renaissance et de l’architecture classique à des thèmes imaginaires, symboliques ou exotiques. La villa possède une loggia enrichie de deux terrasses latérales qui offrent une vue sur la ville. L'intérieur a une riche décoration picturale qui reproduit une serre avec les variétés de plantes les plus diverses, dont le bananier, l’agave, le lierre, le philodendron, combinés à des éléments végétaux fantastiques.
Le jardin anglais s'étend sur environ 4 hectares avec des sentiers montant le long de la colline. On y trouve notamment le chalet suisse, une bâtisse rustique au milieu d’un petit lac artificiel, ainsi que diverses fontaines et points de vue panoramiques.  

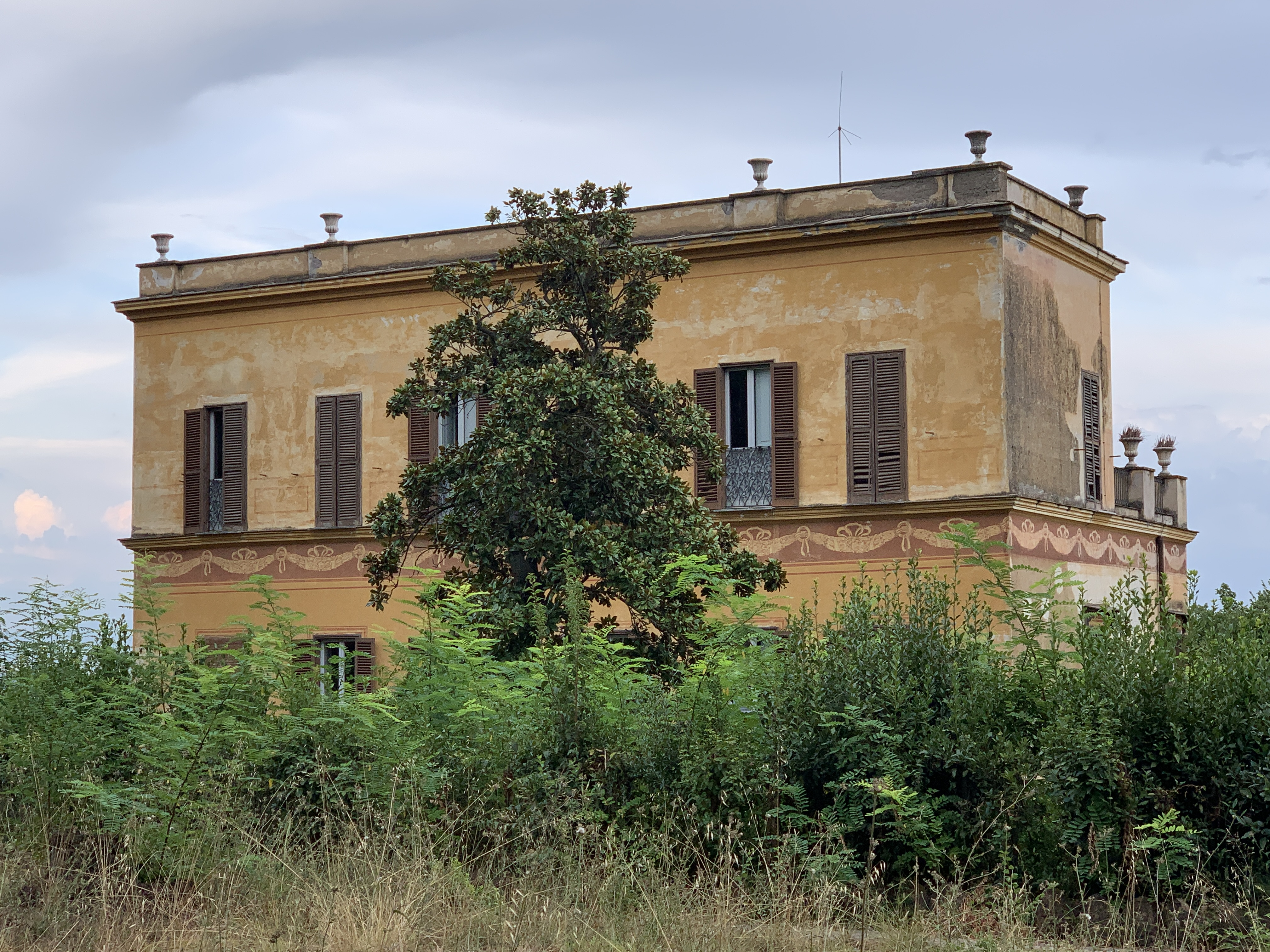
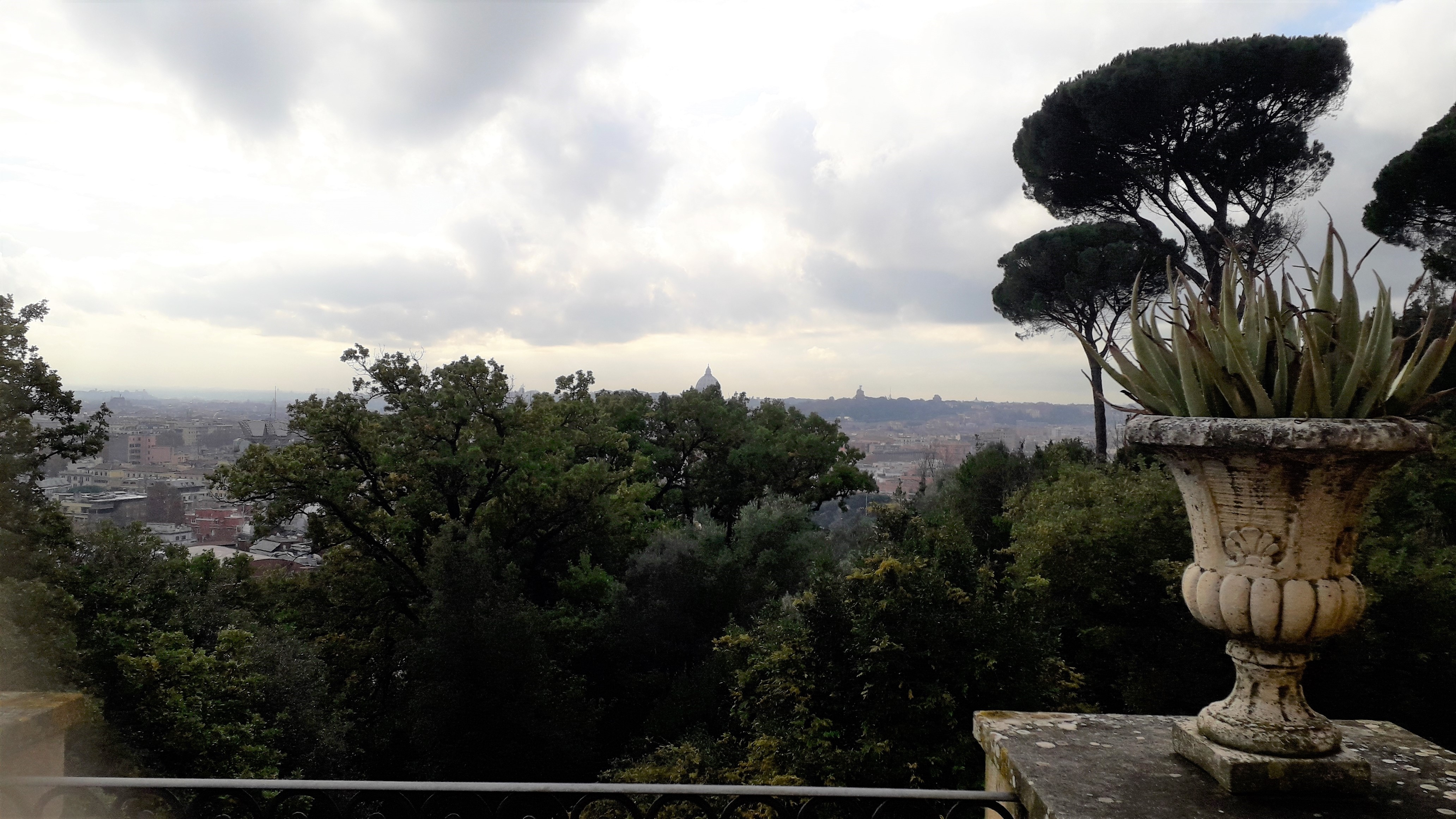